# Distretto di Çıldır
Il distretto di Çıldır (in turco Çıldır ilçesi) è uno dei distretti della provincia di Ardahan, in Turchia.